# Nikka (halvö)
Nikka är en halvö i Finland. Den ligger i Ijo kommun i landskapet Norra Österbotten, i den centrala delen av landet, 600 km norr om huvudstaden Helsingfors.